# Аронсон Борис Соломонович
Бори́с Соломо́нович Аронсон, Борех-Бер Аронсон (англ. Boris Aronson) (* 15 жовтня 1900, Ніжин (в інших джерелах Київ) — 16 жовтня 1980, Нью-Йорк, США) — єврейський та український дослідник образотворчого мистецтва, сценограф, художник, володар шістьох нагород «Тоні» за найкращу сценографію — 1951, 1967, 1969, 1971, 1972, 1976, фонду Джозефа Махарама — 1965, 1967, 1970, 1971, 1972, 1976, фонду Гуггенхайма — 1950, фонду Форда — 1962.

## Біографія
Походить з родини рабина, батько — Аронсон Шломо, був головним рабином Києва, згодом — Тель-Авіву та Яффи. Мати — Двойра Туровська.
У 1916 закінчив навчання в Київському художньому училищі — вчився у Івана Селезньова.
В 1917–1918 навчався у Олександри Екстер, котра згодом познайомила його з Мейєрхольдом та Таїровим; ці знайомства здійснили ґрунтовний вплив на погляди Бориса як театрального художника.
У 1917 брав активну участь в організації Київського музею сучасного мистецтва.
У 1917-1918 (в інших джерелах — 1920–1921) — секретар Виставкової комісії Култур-ліге.
Бере участь у першій єврейській художній виставці в Києві 1920 року. Разом з І.-Б. Рибаком опублікував статтю «Шляхи єврейського живопису». Кінцем 1920 року Центральний комітет Култур-ліге переїздить до Москви, їде і Аронсон.
На початку 1920-х років засновує в Києві Музей єврейського мистецтва та займається пропагуванням «єврейського стилю», котрий поєднував принципи абстрактного живопису та елементи народної творчості. В Москві навчався живопису у І. Машкова.
Виїздить з СРСР 1922 року, перебував в Польщі, звідти перебрався до Берліна — там його батько був рабином общини вихідців з колишньої Російської імперії. В Берліні навчався мистецтву гравюри у професора Германа Штрука. Взяв участь у художній виставці у галереї Ван Дімена.
1923 року в Берліні вийшла його монографія «Сучасна єврейська графіка», в котрій він аналізував творчість Натана Альтмана, Ель Лисицького, Марка Шагала, Йосипа Чайкова.
З кінця 1923 року перебуває в США. Спочатку співпрацював з кількома єврейськими театрами Нью-Йорку як художник сцени та художник-костюмер.
В 1924 році виконує першу самостійну роботу в Америці — ескізи декорацій та костюмів до спектаклю по п'єсі С.Ан-ського «Діббук» — «Унзер-театер» на Бронксі.
1926 року починає працювати в «Їдиш кунст-театер» Моріса Шварца та досить швидко стає головним художником.
Виконує ескізи костюмів хасидів для «Десятої заповіді» А. Гольдфадена (1927).
У 1932 році переключається на роботу з Бродвейськими театрами, дебютувавши з іще одним емігрантом — Верноном Дюком, у мюзиклі «Walk a Little Faster».
Здійснив оформлення постановки «Щоденник Анни Франк» в театрі «Корт» (1955).
У 1959 році оформив синагоги в Вашингтоні та на Лонг-Айленді.
Неодноразово у творчості повертався до єврейської теми, зокрема, при роботі над сценографією мюзиклу «Скрипаль на даху» (1964) — відзначена премією Фонду Дж. Махарам.
Як сценограф творив на Бродвеї понад 40 років, оформив понад 100 спектаклів.
Шість разів був вдостоєний премії «Тоні» як найкращий художник сцени — першого разу в 1951 році — прем'єрна постановка «Татуйованої троянди» Теннессі Вільямса, 1967 — мюзикл «Кабаре» (театр «Бродхарст»), останній раз в 1976 — за мюзикл «Pacific Overtures».
Також здійснював оперні постановки, переважно в Метрополітен-опера, та балетних спектаклів, зокрема, здійсненої Михайлом Баришніковим постановки балету Чайковського «Лускунчик» (1977).